# Pseudosaproecius validicornis
Pseudosaproecius validicornis är en skalbaggsart som beskrevs av Max Quedenfeldt 1884. Pseudosaproecius validicornis ingår i släktet Pseudosaproecius och familjen bladhorningar. Inga underarter finns listade i Catalogue of Life.